# Tommie Campbell
Tommie James Campbell (Aliquippa, 19 settembre 1987) è un giocatore di football americano statunitense che gioca nel ruolo di cornerback per i Tennessee Titans della National Football League (NFL). Fu scelto nel corso del settimo giro (251º assoluto) del Draft NFL 2011 dai Titans. Al college ha giocato a football all'Università di Pittsburgh (2005–2006), alla Edinboro University (2007) e alla California University of Pennsylvania (2010).

## Carriera professionistica

### Tennessee Titans
Campbell fu scelto dai Tennessee Titans nel corso del settimo giro del Draft 2011. Nella sua stagione da rookie disputò 15 partite, nessuna delle quali come titolare, mettendo a segno 13 tackle e forzando un fumble nella gara della settimana 8 vinta contro gli Indianapolis Colts. Nella stagione successiva scese in campo 14 volte con 13 tackle e 1 passaggio deviato.

## Vittorie e premi
Nessuno

## Statistiche
| Partite totali      | 37  |
| Partite da titolare | 0   |
| Tackle              | 32  |
| Sack                | 0,0 |
| Intercetti          | 0   |
| Fumble forzati      | 1   |

Statistiche aggiornate alla stagione 2013